# Witheringia solanacea
Witheringia solanacea är en potatisväxtart som beskrevs av L'herit. Witheringia solanacea ingår i släktet Witheringia och familjen potatisväxter. Inga underarter finns listade i Catalogue of Life.

## Bildgalleri

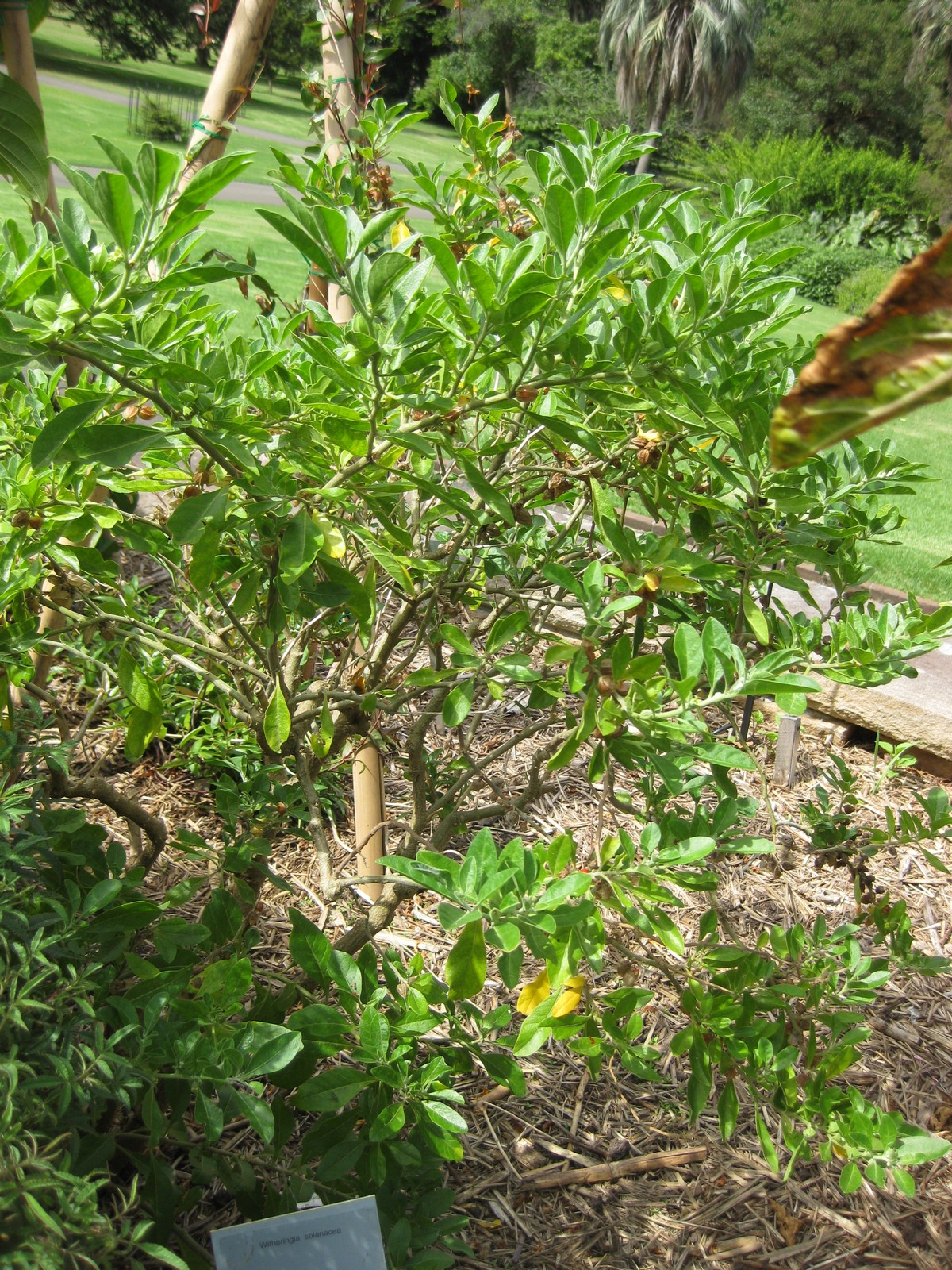
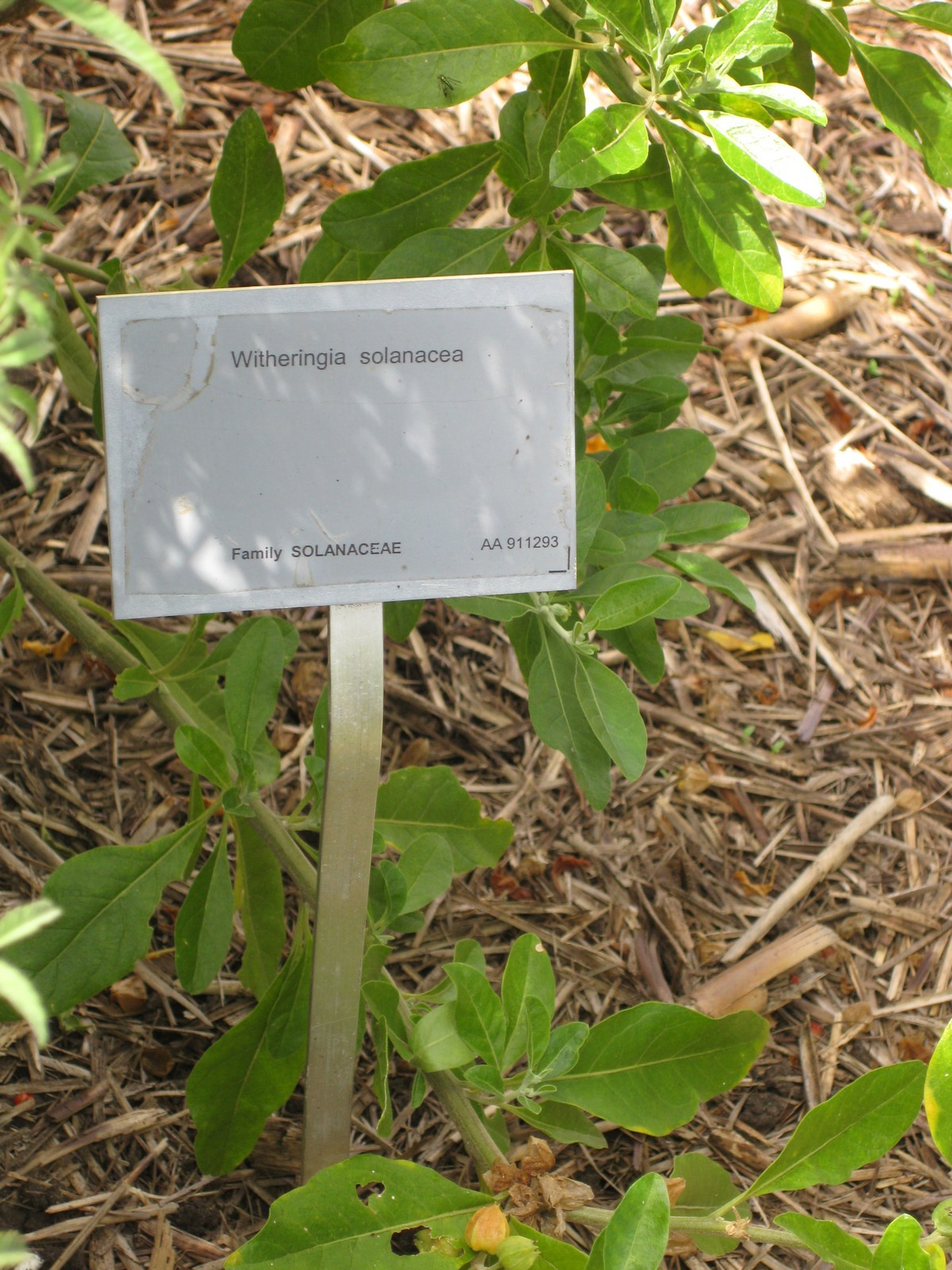
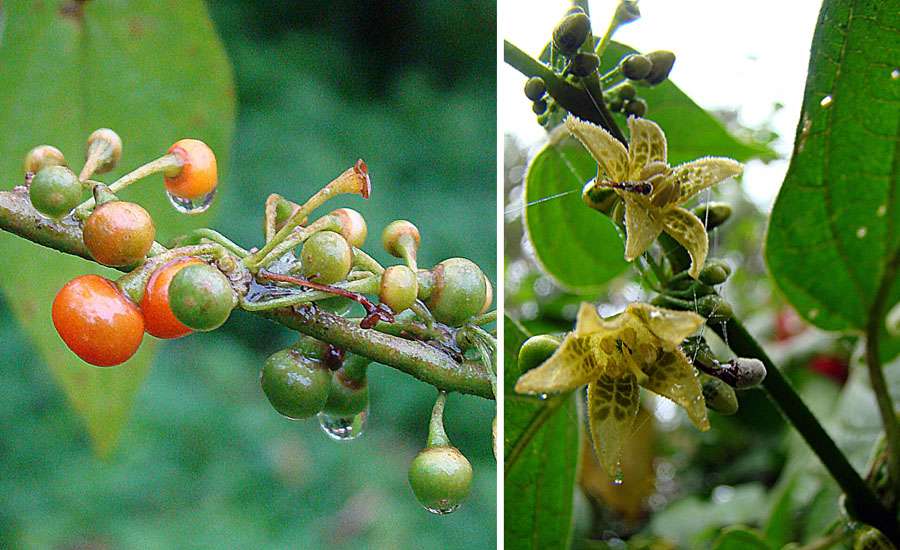